# 齐鲁化学工业区
齐鲁化学工业园区，位于山东省淄博市临淄区境内，张店区和临淄区之间，总体规划面积42平方公里。齐鲁化工区是山东省重点经济园区，是山东省人民政府和中国石化集团的重要合作项目。其享受优惠政策。